# Cianoacrilato

Estructura química de metil cianoacrilato

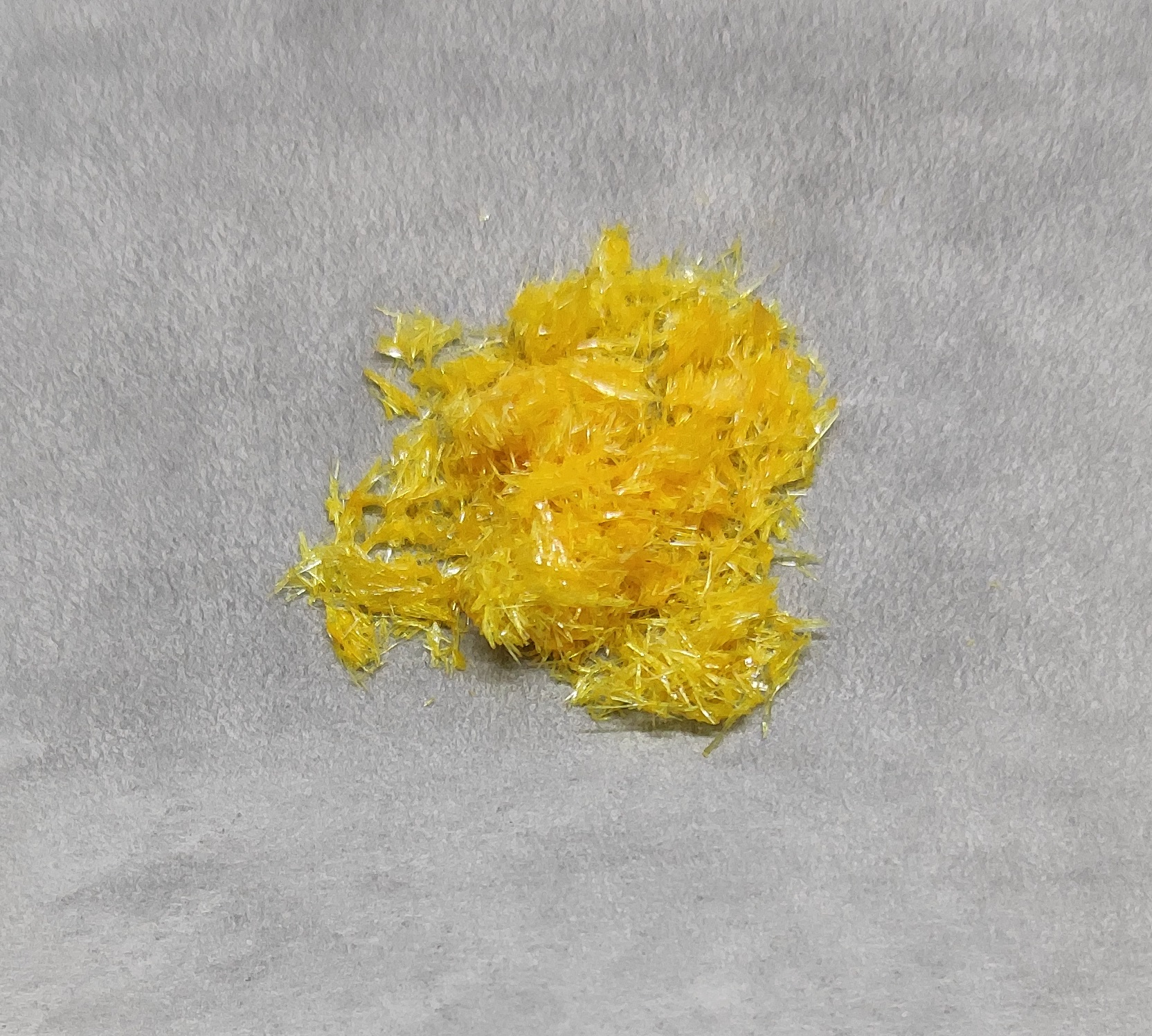
Forma sólida del cianoacrilato

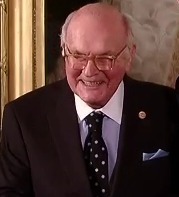
Dr. Harry Coover, inventor del pegamento de cianoacrilato

El nombre cianoacrilato se utiliza para designar un conjunto de sustancias usadas como super adhesivos de secado rápido, por lo que se las conoce también como «supercementos». Su nombre químico es Éster de ácido 2-cianoacrílico.
Se emplean para reparaciones domésticas, en la industria y para curar heridas. Los dos tipos de cianoacrilatos usados actualmente se distinguen por poseer un éster de metilo, o de etilo en su monómero.
Los adhesivos elaborados a base de esta sustancia son conocidos como pegamentos instantáneos. En algunos países de Hispanoamérica se le conoce también como super bonder, pega loca o gota mágica y en España como Loctite, respectivamente, por el fenómeno de metonimia o marca vulgarizada (de las marcas comerciales Pega Loka A3 y Loctite Super-Glue-3, respectivamente). 

## Historia
El cianoacrilato fue descubierto, inventado y desarrollado como adhesivo por el Doctor en química orgánica estadounidense y vicepresidente de desarrollo de Eastman Kodak, Harry Wesley Coover Jr. ( (6 de marzo de 1917 – 26 de marzo de 2011)  en 1942, quien andaba en la búsqueda de películas químicas a base de ureicos para visores transparentes de armas. Casualmente en los laboratorios de Eastman Kodak . Coover al querer medir el índice de refracción de un polímero en un refractómetro, este adhirió perpetuamente los prismas y arruinó el costoso instrumento óptico. Coover vio en ese hecho, las bondades de un pegamento excepcional.
 Falleció a los 94 años sin poder obtener los beneficios económicos de la patente de su invento.

## Formulación
El alfa-cianoacrilato es formulado con solventes tales como cetonas (Metil isobutíl cetona),xileno, tolueno, metanol o dimetilformamida y ciertos ésteres como el éster etílico del ácido 2-ciano-2-propenoico y para uso medicinal se usa el diyodometil-p-tolisulfona o hidroxidifenil éter o bien el 2,4,4'tricloro-2'-hidroxidifenil éter. Su punto de ebullición es de 54/56 °C y su punto de inflamación de 75 °C.

## Características
El cianoacrilato es un adhesivo monocomponente. Fragua en pocos segundos mediante agua, que puede provenir de la humedad ambiente. Sin embargo, un exceso de agua puede sobrehidratar (debido a una alta humedad ambiental o en la superficies de las piezas) y puede estropear la unión.
En efecto, su exposición a la humedad ambiente es capaz de reducir la duración del producto. 
Algunos derivados aprobados para usar en medicina se utilizan ampliamente como adhesivos tisulares en reemplazo de la sutura quirúrgica para cierre de heridas, como sellantes y hemostáticos, aunque se debe tener cuidado en la aplicación para no generar adhesión en lugares indeseados. 
En cirugía estética continúa empleándose porque no deja cicatrices, obteniéndose resultados cosméticos muy aceptables. No adhiere superficies de teflón. Tiene ciertas propiedades antimicrobianas; pero no es barrera para el género Staphylococcus, Staphylococcus epidermidis, Staphylococcus aureus, Staphylococcus epidermidis resistente a meticilina y Staphylococcus aureus resistente a meticilina.

## Reacción del fraguado
El monómero del cianoacrilato es esencialmente metil cianoacrilato o un alquilo cianoacrilato:
La reacción química que se produce durante el fraguado (o solidificación) genera el siguiente polímero:

Polimerización de metil cianoacrilato

## Usos

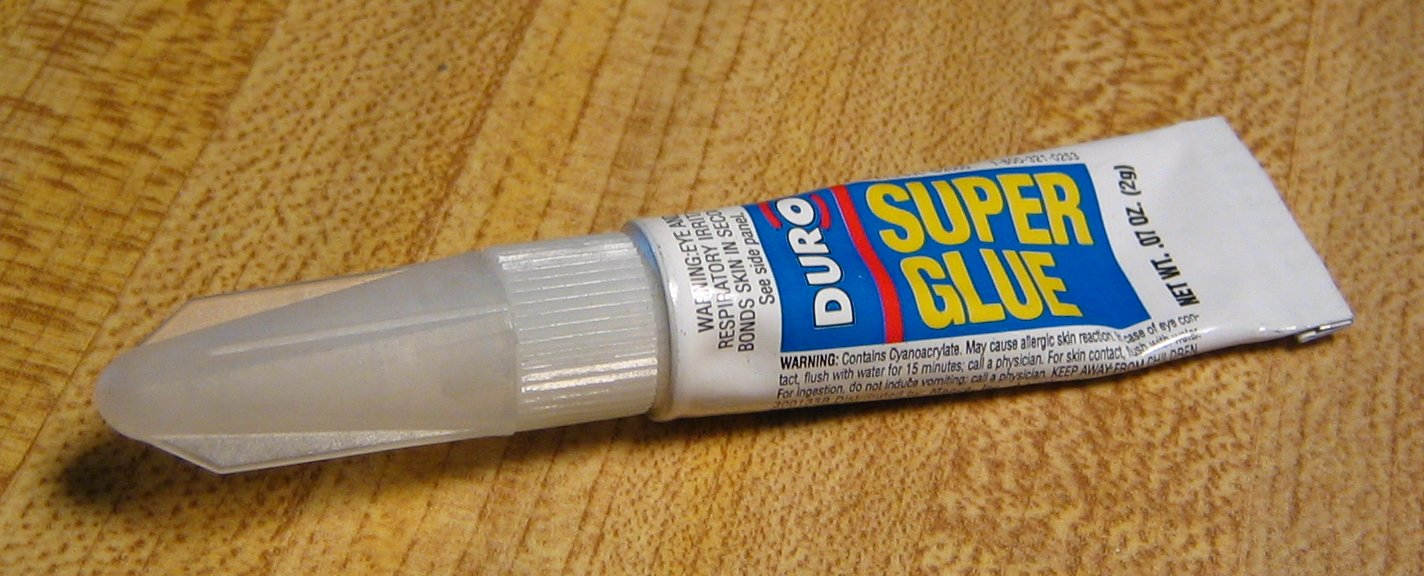
Forma comercial del cianoacrilato en forma de gel adhesivo.

El cianoacrilato se utiliza en electrónica, en usos domésticos y en medicina. En los usos domésticos se puede emplear para el pegado de metal con vidrio, algunos plásticos, porcelana, y cerámica unos con otros o entre ellos. 
- En cirugía plástica, como reparador tisular.[5]
- En traumatología, como agente de sutura temporal de heridas graves susceptibles de cirugía.
- Ampliamente usado en el pegado de plásticos poliestirénicos (hobby de kit para armado).
- En la fijación de ciertos metales, vidrios, cerámicos y fibras textiles.
- En odontología reparatoria.
- En criminalística, como agente revelador de huellas dactilares en superficies no porosas.
- Como agente de sellado y como relleno de fisuras menores.
- En cosmética, como reparador de uñas rotas o fisuradas. También como adhesivo para extensiones de pestañas 1x1.
- En electrónica, como sellante y aislante no conductor.
- En mecánica, como agente de fijación a perpetuidad de pernos, guías y tornillos.
- En medicina, en su forma butílica, como agente de tratamiento endoscópico de contención hemostática en várices gástricas de pacientes con diabetes o hemofílicos. [6]
- En podología, como agente antifúngico en combinación de organoclorados en el tratamiento micótico de las uñas de los pies.[7]

## Precaución
Debe utilizarse con sumo cuidado, tiene una especial afinidad a los tejidos tisulares pues adhiere la piel instantáneamente y es difícil de despegar. Debe tenerse especial precaución con el contacto accidental con los ojos. En caso de que esto ocurra, debe utilizarse acetona despegando poco a poco, pero nunca usar acetona en los ojos; otro método recomendado es usar algún tipo de aceite, preferentemente de oliva (o mineral), para despegar el área afectada.